# Doryctes fulviceps
Doryctes fulviceps är en stekelart som beskrevs av Henry J. Reinhard 1865. Doryctes fulviceps ingår i släktet Doryctes och familjen bracksteklar. Utöver nominatformen finns också underarten D. f. szepligetii.